# Paul Bürks
Paul Bürks (* 14. April 1916 in Mönchengladbach; † 23. April 1995 in München) war ein deutscher Schauspieler, Synchron- und Hörspielsprecher.

## Leben
Paul Bürks wurde 1916 in Mönchengladbach geboren. Seine Schauspielausbildung erfolgte an den Städtischen Bühnen in Köln. Nach dem Zweiten Weltkrieg war er auch als Sänger tätig, so beispielsweise in einem Duett mit Brigitte Mira oder zusammen mit Will Höhne und Peter René Körner.
Später arbeitete er jahrzehntelang als festes Mitglied des Münchener Theaters bei den Kammerspielen. Hier trat er darüber hinaus am Residenztheater München zwanzig Jahre lang auf und arbeitete dabei mit dem schwedischen Regisseur Ingmar Bergman. Dieser besetzte ihn auch als Kabarettkomiker in seinem Film Das Schlangenei (1977), was gewissermaßen seine herausragendste Rolle in einem Kinofilm darstellen sollte. In Fernsehfilmen und TV-Serien war Bürks seit den 1950er Jahren bis kurz vor seinem Tode durchgehend in Nebenrollen, wie zum Beispiel in Derrick, Der Alte besetzt. Seine einzige Hauptrolle im Fernsehen hatte er in der Rolle des schlitzohrigen Bestatters Léon Clicquot in dem Stück Clicquot & Co. (1964).
Was ihm als Schauspieler versagt blieb, sprich die Übernahme von Hauptrollen, holte er als lange Zeit gefragter Synchronisationssprecher nach. Nachweisbar im Internet sind über 450 Sprechrollen (Stand: Januar 2024). Mehrfach trat er als die deutsche Stimme des französischen Charakterdarstellers Michel Serrault in Erscheinung, der Ende der 1970er bis Mitte der 1980er Jahre durch die dreiteilige Kinofilmreihe Ein Käfig voller Narren im deutschsprachigen Bereich recht bekannt war. Auch lieh Bürks dem britischen Darsteller Geoffrey Keen als Sir Frederick Gray in den James-Bond-Filmen Octopussy (1983), Im Angesicht des Todes (1985) und Der Hauch des Todes (1987) seine Stimme. Weitere mehrfache Synchronisationsbesetzungen erfolgten für George Gaynes als Eric Lassard in Police Academy 5 – Auftrag Miami Beach (1988) und in Police Academy 6 – Widerstand zwecklos (1989). Doch selbst Christopher Lee als Major Chilton in Die Söldner (1976), Jean-Pierre Cassel als Louis XIII. in Die drei Musketiere, Arthur Hill als Cap Collins in Die Killer-Elite oder David Warner als Kanzler Gorkon in Star Trek VI: Das unentdeckte Land ließ man Bürks sprechen. Die meisten seiner Synchronisationseinsätze absolvierte Bürks in den 1960er und 1970er Jahren, als er in vielen Film- und Kinoklassikern eingesetzt wurde, so war er in Alfred Hitchcocks Eine Dame verschwindet (für Cecil Parker) und Notorious (als Butler) sowie in kleineren Rollen in Casablanca und Red River zu hören. Im Gegensatz dazu stehen Sprechereinsätze für die Muppet Show, Die Fraggles oder Falcon Crest in den 1980er Jahren. Eine Besonderheit stellt die Synchronisation eines deutschen Schauspielers dar. Im Film Nachbarn sind zum Ärgern da wurden mit ihm die Dialoge von Hubert von Meyerinck nachsynchronisiert, der kurz vor der Premiere des Films verstorben war.
Darüber hinaus wirkte der Schauspieler seit 1947 in über 140 Hörspielproduktionen der deutschen Radiosender mit, wie zum Beispiel in Georges Simenons Maigret und seine Skrupel (1961) des BR unter der Regie von Heinz-Günter Stamm.
Sein Grab befindet sich zusammen mit sechs anderen Mitgliedern der 'Familie Bürks' auf dem Westfriedhof II in Aachen.

## Filmografie
- 1941: Wir bitten zum Tanz
- 1954: Ein Engel namens Schmitt (TV)
- 1958: Menschen im Werk (Dok.)
- 1958: Rivalen der Manege
- 1959: Schneider Wibbel (TV)
- 1959: Kunst ist Kunst (TV)
- 1960: Lampenfieber
- 1960: Ihre Durchlaucht (TV)
- 1960: Kluge Närrin (TV)
- 1961: Freddy und der Millionär
- 1962: Der Impresario von Smyrna (TV)
- 1962: Die Großherzogin von Gerolstein (TV)
- 1962: Der Widerspenstigen Zähmung (TV)
- 1964: Clicquot & Co. (TV)
- 1964: Eine leichte Person (TV)
- 1965: Onkelchens Traum (TV)
- 1965: Der müde Theodor (TV)
- 1965: Die Affäre (TV)
- 1966: Geheimagent Tegtmeier – Ep.:Modetorheiten (TV)
- 1967: Von Null Uhr Eins bis Mitternacht – Der abenteuerliche Urlaub des Mark Lissen – Ep.: Das Museumstück (TV)
- 1967: Das Gold von Bayern (TV)
- 1967: Willst Du nicht das Lämmlein hüten? (TV)
- 1967: Dichters Ehrentag (TV)
- 1969: Die Konferenz der Tiere (Stimme)
- 1971: Der Widerspenstigen Zähmung (TV)
- 1972: Pater Brown – Ep.: Die purpurfarbene Perücke (TV)
- 1973: Oh Jonathan, oh Jonathan!
- 1976: Derrick – Ep.: Tod der Kolibris (TV)
- 1977: Das Schlangenei
- 1977: Ingmar Bergman inszeniert (Dok.) (TV)
- 1978: Doctor Snuggles (Stimme) (TV)
- 1979: Der Alte – Ep.: Alte Kameraden (TV)
- 1980: Luzie, der Schrecken der Straße (Stimme) (TV)
- 1980: Aus dem Leben der Marionetten (TV)
- 1984: Zinsen des Ruhms (TV)
- 1992: Das kleine Gespenst (Stimme)
- 1996: Pepolino und der Schatz der Meerjungfrau (Stimme)

## Theater
- 1947: Der Widerspenstigen Zähmung (Ins.: Dr. Karl Pempelfort) (Städtische Bühnen Köln)
- 1948: Dr. med. Hiob Prätorius (Ins.: Alfons Godard) (Städtische Bühnen Köln)
- 1948: Emili Galotti (Ins.: Peter Stachina) (Städtische Bühnen Köln)
- 1948: Der Trojanische Krieg findet nicht statt (Ins.: Herbert Maisch) (Städtische Bühnen Köln)
- 1951: Amphitryon (Ins.: Friedrich Siems) (Städtische Bühnen Köln)
- 1951: Dame Kobold (Ins.: Rolf Henniger) (Städtische Bühnen Köln)
- 1951: Wilhelm Tell (Ins.: Herbert Maisch) (Städtische Bühnen Köln)
- 1951: Ein Sommernachtstraum (Ins.: Herbert Maisch) (Städtische Bühnen Köln)
- 1953: Die Liebe der vier Obersten (Ins.: Anton Krilla) (Städtische Bühnen Köln)
- 1953: Kabale und Liebe (Ins.: Herbert Maisch) (Städtische Bühnen Köln)
- 1961: Hamlet (Ins.: Kurt Meisel) (Bayerisches Staatsschauspiel)
- 1964: Caligula (Ins.: Michael Kehlmann) (Bayerisches Staatsschauspiel)
- 1965: Scherz, Satire, Ironie und tiefere Bedeutung (Ins.: Axel von Ambesser) (Bayerisches Staatsschauspiel)
- 1965: Der Sturm (Ins.: Douglas Sirk) (Bayerisches Staatsschauspiel)
- 1965: Der Wald (Ins.: Gerd Brüdern) (Bayerisches Staatsschauspiel)
- 1966: Das Gold von Bayern (Ins.: Bruno Hübner) (Bayerisches Staatsschauspiel)
- 1966: Dichters Ehrentag (Ins.: Franz Josef Wild) (Bayerisches Staatsschauspiel)
- 1966: Das Säuglingsheim (Ins.: Franz Josef Wild) (Bayerisches Staatsschauspiel)
- 1966: Die kleinen Verwandten (Ins.: Franz Josef Wild) (Bayerisches Staatsschauspiel)
- 1968: Die Herren im Haus (Ins.: Bert Ledwoch) (Bayerisches Staatsschauspiel)
- 1970: Was ihr wollt (Ins.: Johannes Schaaf) (Bayerisches Staatsschauspiel)
- 1970: Der Fächer (Ins.: Eberhard Pieper) (Bayerisches Staatsschauspiel)
- 1971: Ein Sommernachtstraum (Ins.: Hellmuth Matiasek) (Bayerisches Staatsschauspiel)
- 1977: Ein Traumspiel (Ins.: Ingmar Bergman) (Bayerisches Staatsschauspiel)
- 1977: Herr Perrichon auf Reisen (Ins.: Heinz von Cramer) (Bayerisches Staatsschauspiel)
- 1979: Faust - Der Tragödie zweiter Teil (Ins.: Leopold Lindtberg) (Bayerisches Staatsschauspiel)
- 1980: Egmont (Ins.: Michael Haneke) (Bayerisches Staatsschauspiel)
- 1982: Mutter Courage und ihre Kinder (Ins.: Rolf Stahl) (Bayerisches Staatsschauspiel)

## Hörspiele
- August Strindberg: Ein Traumspiel. Regie: Hans Schalla, NWDR 1947.
- Curt Goetz Hund im Hirn Regie: Wilhelm Semmelroth, NWDR 1948
- Jean Baptiste Molière: Der Menschenfeind. Regie: Wilhelm Semmelroth, NWDR 1953.
- Jacques Perret, Jean Forest: Ein Ding taucht auf. Regie: Eduard Hermann, NWDR 1955
- Karl May: Der Schatz im Silbersee. Regie: Kurt Meister, NWDR 1955.
- Jean Baptiste Molière: Der Bürger als Edelmann. Regie: Wilhelm Semmelroth, NWDR/RSB/RB/ORF 1955
- Rudyard Kipling:  Fischerjungs (nach:  Captains Courageous), Regie: Hermann Pfeiffer, WDR 1959.
- Paul Pörtner:  Mensch Meier. Regie: Paul Pörtner, BR/NDR 1961.
- Georges Simenon: Maigret und seine Skrupel Regie: Heinz-Günter Stamm, BR
- Michael Hardwick: Der Mann, der Sherlock Holmes war. Regie: Otto Kurth, BR 1963.
- Friedrich Dürrenmatt: Der Prozeß um des Esels Schatten. Regie: Otto Kurth, BR/SR 1964.
- Paul Verhoeven: Das kleine Hofkonzert. Regie: Heinz-Günter Stamm, BR 1964.
- Fred von Hoerschelmann:  Sizilianischer Frühling. Regie: Heinz-Günter Stamm, BR/HR/SWF 1967.
- Arthur Conan Doyle:  Aus der Chronik des Doktor Watson 1: Das letzte Problem. Regie: Heinz-Günter Stamm, BR 1968.
- Else Lasker-Schüler: Die Wupper. Regie/Bearbeitung: Heinz-Dieter Köhler, WDR 1977.
- Rodney David Wingfield:  Konto ausgeglichen. Regie: Wolfram Rosemann, WDR 1978.
- Hans Häußler: Der Mörder klingelt nicht. Regie: Günther Sauer, HR/SWF 1979.
- Bernd Grashoff:  Potters Geheimnis. Regie: Oswald Döpke, BR/WDR 1980.
- Karl Otto Mühl:  Kellermanns Prozeß. Regie: Heinz-Dieter Köhler, WDR/BR/SDR/SFB 1980.
- Axel von Ambesser: Das Abgründige in Herrn Gerstenberg. Regie: Axel von Ambesser, BR 1981.
- John Owen, James Parkinson: Ein todsicherer Tip. Regie: Otto Düben, SDR 1982.
- Friederike Roth: Die einzige Geschichte. Regie: Heinz von Cramer, SDR 1983.
- Klas Ewert Everwyn:  Ende eines Störfalls. Regie: Andreas Weber-Schäfer, BR 1984.
- Michael Koser:  Der letzte Detektiv 1: Testmarkt. Regie: Heiner Schmidt, BR 1984.
- Flann O’Brien: Das harte Leben. Regie: Otto Düben, Bearbeiter: Ulrich Raschke, SDR/NDR 1984.
- Norberto Ávila, Gerhard Kelling: Die Insel des Königs Schlaf. Regie: Raoul Wolfgang Schnell, SDR/NDR 1985.
- John Dickson Carr:  Tote schlafen leicht. Regie: Raoul Wolfgang Schnell, Bearbeitung: Wolfgang Nied, SDR 1985.
- E. T. A. Hoffmann: E. T. A. Hoffmanns goldener Topf – Ein romantisches Phantasiestück. Regie/Bearbeitung: Heinz von Cramer, SDR/WDR 1985.
- Bernhard Kellermann: Der Tunnel. Regie: Wolf Euba, BR 1985.
- Evelyn Waugh:  Scoop oder Die große Meldung. Regie/Bearbeitung: Heinz von Cramer, BR/SDR 1985.
- Laurence Sterne: Tristram Shandy... Unglücksrabe oder Von der Bahre bis zur Wiege. Regie/Bearbeitung: Heinz von Cramer, BR/SDR 1986.
- Roderick Wilkinson: Alles hat ein Ende. Regie: Ulf Becker, WDR 1986.
- Walter Serner:  Ball verkehrt oder Großer Schwof in Serners Tanzpalais. Regie: Heinz von Cramer, BR 1987.
- Jean Paul:  Himmelfahrt und Höllensturz des Luftschiffers Gianozzo oder Vogelperspektive auf die Ameisenkongresse der Menschen. Regie/Bearbeitung: Heinz von Cramer, BR/SDR 1988.
- Astrid Litfaß: Einer nimmt seinen Hut. Regie: Heinz Hostnig, BR 1989.
- Walter Scott: Sir Walter Scotts Kreuzfahrer-Stories oder Die Rache des Blutfingers. Regie/Bearbeitung: Heinz von Cramer, BR 1989.
- Philippe Soupault:  Rendezvous. Regie: Hans Gerd Krogmann, BR 1990.
- Evelyn Waugh:  Mehr Flaggen hissen oder Wirklich feine Leute im Krieg. SDR 1990.
- Michael Ende: Der satanarchäolügenialkohöllische Wunschpunsch. Regie: Klaus Dieter Pittrich, WDR 1991.
- August von Platen:  Hauen und Stechen oder Das nackte Räderwerk der Politik – Eine Chronik aus dem 15. Jahrhundert. Regie: Heinz von Cramer, BR 1991.
- Ralf Günther: Sonnige Zeiten. Regie: Irene Schuck, BR 1992.
- Akif Pirinçci: Felidae. Regie: Klaus Dieter Pittrich, WDR 1993.
- Walter Popp, Bernhard Schlink: Selbs Justiz, Teil 2 Regie/Bearbeitung: Irene Schuck, BR 1994.

## Schallplatten & Hörspielkassetten
- 1949 Ich hab’ Musik im Blut - Schellackplatte 10' (Polydor 48157)
- 1965 Johann Wolfgang Goethe Faust der Tragödie 1. Teil - LP Box (Litera 8 60 056-058)
- 1968 Robert L. Stevenson Die Schatzinsel - LP (Perl Serie PSLP-18)
- 1969 Erich Kästner Die Konferenz der Tiere - LP (Telefunken 6.22329)
- 1979 Die Biene Maja und die Maus Alexander Folge 4 - LP/MC (Poly 2432 218/Karussell 829 916-4)
- 1984 TaoTao, der kleine Pandabär Folge 3 - LP/MC (Ariola 206 209-250/406 209-251)
- 1989 Siegfried Rabe ALF - Gute-Nacht Geschichten Folge 1 bis 3 - MC (Karussell 841 544-4; 841 545-4 & 841 785-4)
- 1991 Andreas Cämmerer Die Spinne Spider-Man Die Geburt der Spinne - MC (Polyband Kid 80 040)